# Alosa vistonica
Alosa vistonica – gatunek ryby z rodziny śledziowatych (Clupeidae), występujący endemicznie w jeziorze Vistonida w Grecji. Preferuje płytkie, czyste wody słodkie lub lekko słonawe. Osiąga maksymalną długość standardową (SL) około 17 cm. Od podobnych gatunków zamieszkujących basen Morza Śródziemnego można go odróżnić po występowaniu 78–97 wyrostków filtracyjnych na łukach skrzelowych oraz po dobrze rozwiniętych zębach na kości podniebniennej i lemieszu, widocznych szczególnie u młodych osobników.
Gatunek jest krytycznie zagrożony (choć podejrzewa się, że może być już nawet wymarły) z powodu niszczenia jego siedlisk oraz zanieczyszczania ich ściekami komunalnymi i przemysłowymi oraz nawozami z pól uprawnych. Wpływ na spadek jego populacji ma także rosnące zasolenie, czego przyczyną jest kanał łączący jezioro Vistonida z Morzem Egejskim.